# Edentoliparis terraenovae
Edentoliparis terraenovae är en fiskart som först beskrevs av Regan, 1916.  Edentoliparis terraenovae ingår i släktet Edentoliparis och familjen Liparidae. Inga underarter finns listade i Catalogue of Life.